# Husband E. Kimmel

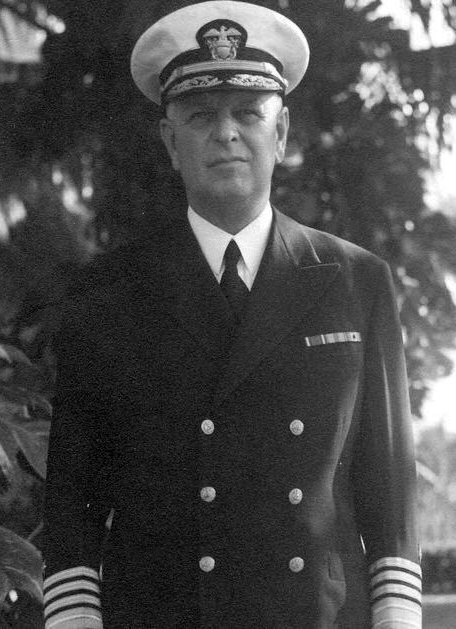
Admiral Husband Kimmel (1941)

Husband Edward Kimmel (* 26. Februar 1882 in Henderson, Kentucky; † 14. Mai 1968 in Groton, Connecticut) war US-amerikanischer Konteradmiral und als Admiral Oberbefehlshaber der Pazifikflotte zur Zeit des Angriffs auf Pearl Harbor.

## Leben
Husband E. Kimmel wurde 1882 als Sohn des ehemaligen Majors des Heeres der Konföderierten Staaten, Manning Marius Kimmel, und dessen Frau Sibella („Sibbie“), geborene Lambert, geboren. Obwohl unter seinen Vorfahren einige Soldaten waren, bekam er keine Zulassung zur Militärakademie des Heeres in West Point und ging stattdessen zur Marine. Er graduierte 1904 an der Marineakademie in Annapolis als Dreizehnter von 17 Absolventen.
Bevor er zum Flaggoffizier ernannt wurde, hatte er auf verschiedenen Schlachtschiffen gedient und zwei Zerstörer-Divisionen, ein Zerstörer-Geschwader und die New York kommandiert. Außerdem hatte er auf verschiedenen wichtigen Dienstposten in Admiralstäben und im Marineministerium gedient und den Senior Course am Naval War College absolviert.

## Befehlshaber der Pazifikflotte
Am 1. Februar 1941 wurde Kimmel als Nachfolger von James O. Richardson vor 32 dienstälteren Admiralen Oberbefehlshaber der Pazifikflotte. Er wurde vom Konteradmiral (2-Sterne-Admiral) temporär zum Admiral (4-Sterne-Admiral) befördert. Damit war er nach dem Chef der Marineoperationen, Admiral Harold R. Stark, und Admiral Thomas C. Hart der ranghöchste US-Admiral.
Von der vorgeschobenen Basis Pearl Harbor, Oʻahu, Hawaii, aus führte Kimmel die Flotte während der Monate intensiven Trainings, die dem Beginn des Pazifikkrieges vorausgingen. Nach dem japanischen Angriff auf Pearl Harbor wurde Kimmel am 17. Dezember 1941 durch Vizeadmiral William S. Pye von seinem Kommando abgelöst und in seinen regulären Dienstgrad Konteradmiral zurückgestuft, da Kimmel wie auch der Befehlshaber des Heeres auf Hawaii, Generalmajor Walter C. Short, für das Desaster von Pearl Harbor verantwortlich gemacht wurden. Seine militärische Karriere war damit beendet, und er ging im März 1942 in den Ruhestand.
Kurz darauf wurde Kimmel Mitarbeiter der New Yorker Beratungsfirma Frederick R. Harris Inc., die geheime Aufträge für die Navy ausführte.
Am 25. Mai 1999 wurden Short und Kimmel vom US-Kongress postum rehabilitiert, indem dieser öffentlich eingestand, dass beiden Kommandeuren Informationen, die in Washington vorlagen, vorenthalten worden waren. Zudem sollte der Präsident der Vereinigten Staaten beide Männer postum in ihren vollen Rang zurückversetzen. Eine Untersuchung des Senats im Jahr 2000 entlastete Kimmels Verhalten ausführlich. Short und Kimmel wurden bis heute nicht in ihren vollen Rang zurückversetzt.

## Werke
- Admiral Kimmel's Story. Henry Regnery, Chicago IL 1955 (Selbstverteidigungsschrift).

## Filme
- Die zweiteilige kanadisch-britische Dokumentation „Die Akte Pearl Harbor“ von 2016 geht ausführlich auf die Frage ein, ob Admiral Kimmel die Verantwortung für Pearl Harbor trägt.[3]
- In dem Spielfilm Midway – Für die Freiheit von 2019 wurde Kimmel in einem Kurzauftritt von David Hewlett porträtiert. Der Film stellt die ersten sechs Monate des Pazifikkrieges dar.
- Der Spielfilm Tora! Tora! Tora! von 1970 thematisiert den Angriff auf Pearl Harbor sowohl von japanischer als auch amerikanischer Seite. Kimmel wird dort von Martin Balsam dargestellt.